# Статистическая механика

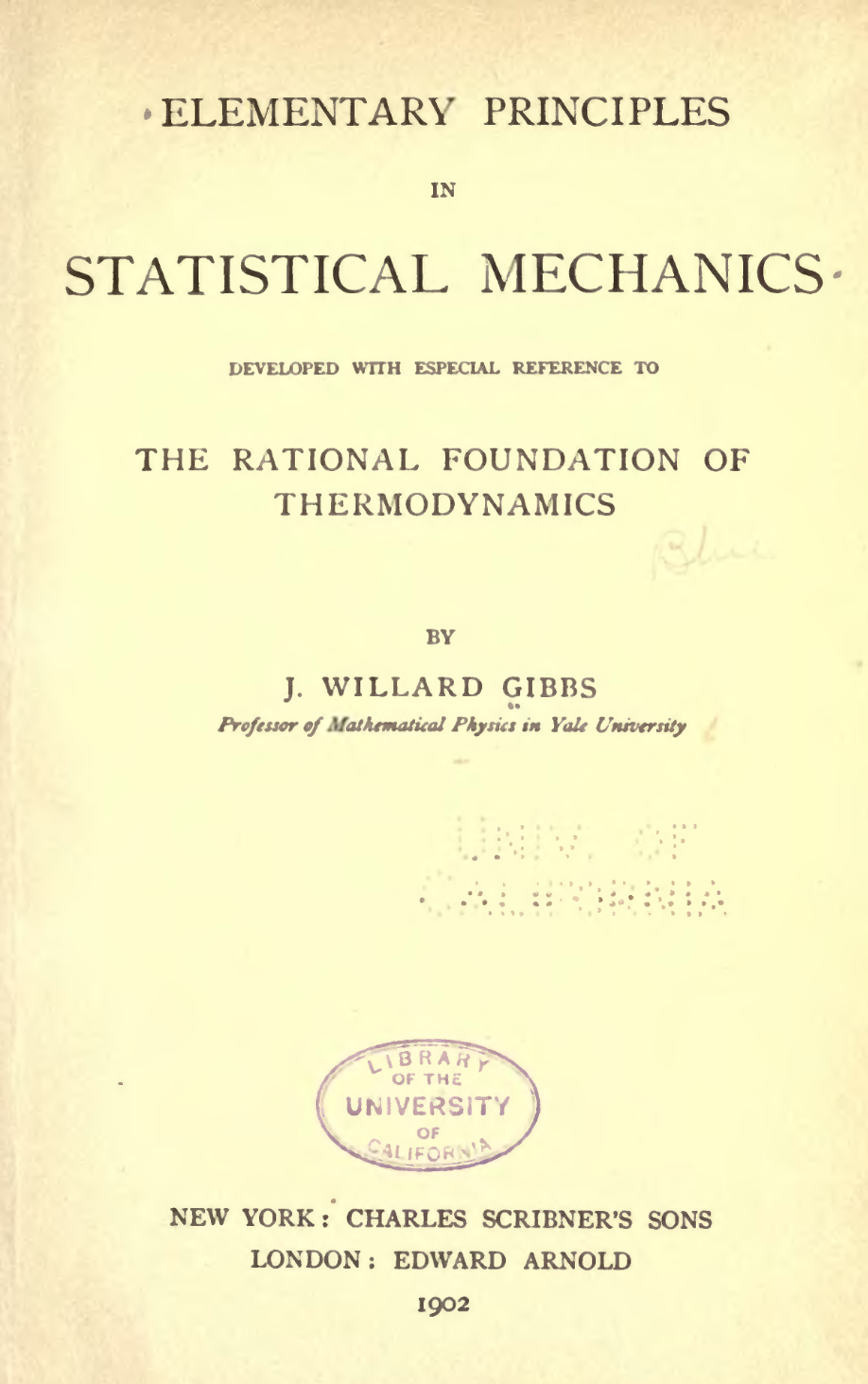
Трактат об Элементарных принципах статистической механики, опубликованный Гиббсом в 1902 году, представляет собой «рациональное обоснование термодинамики».

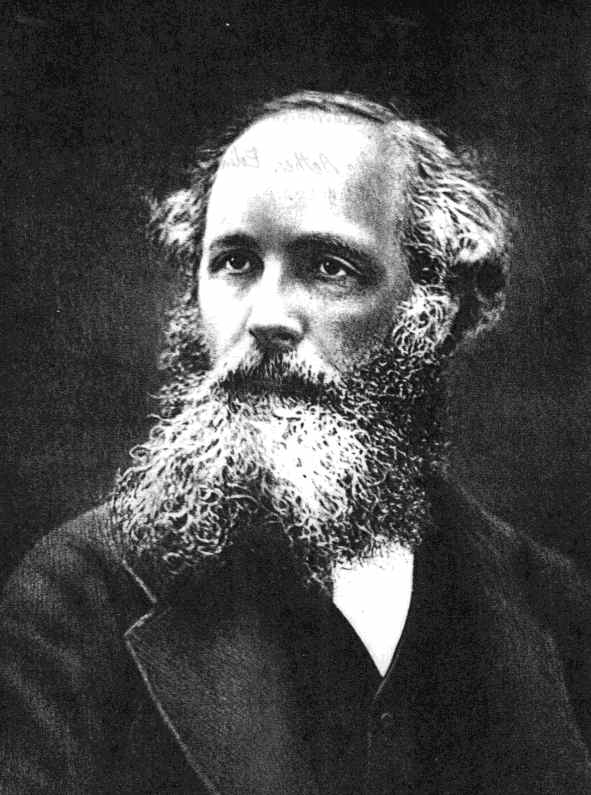
Максвелл

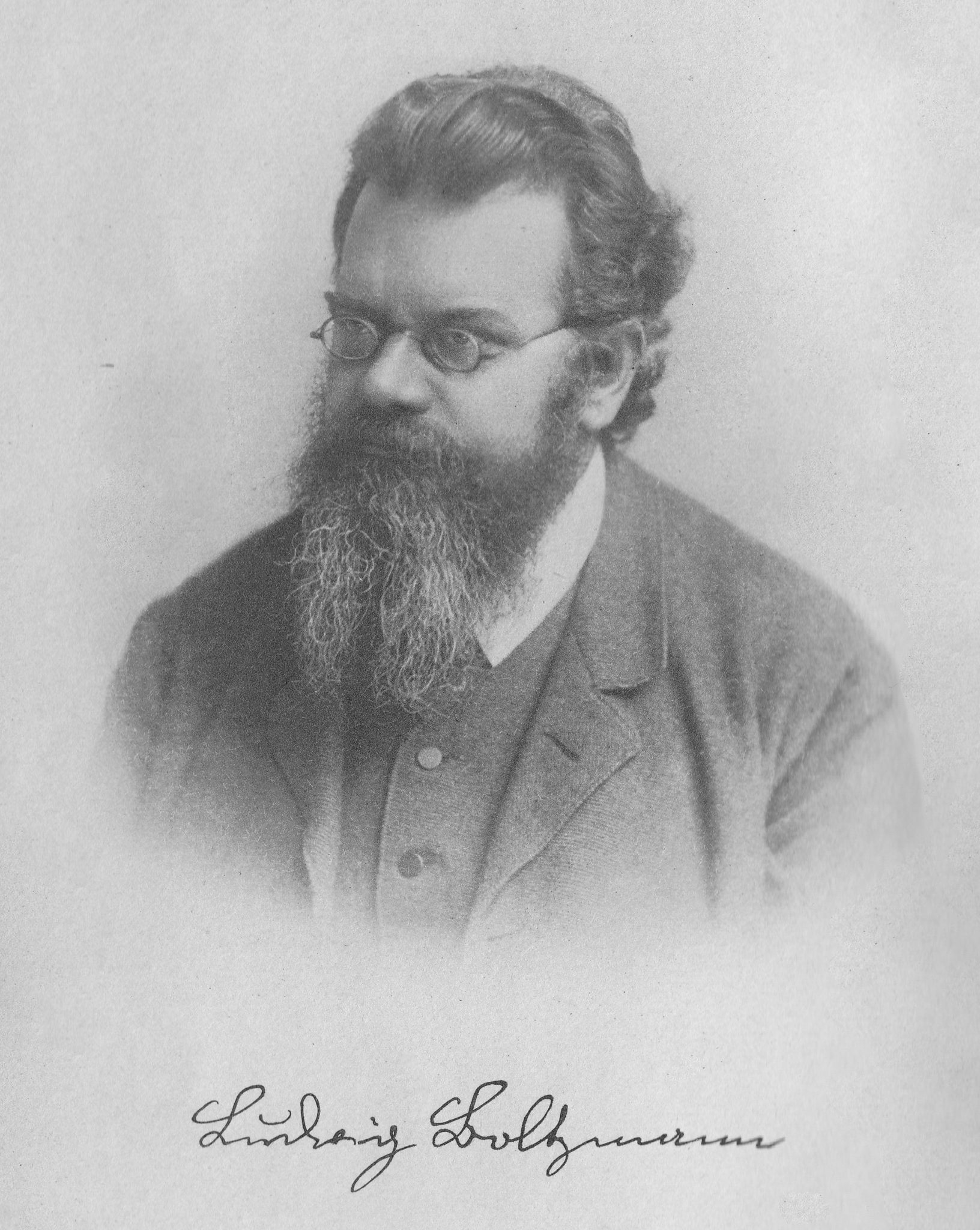
Больцман

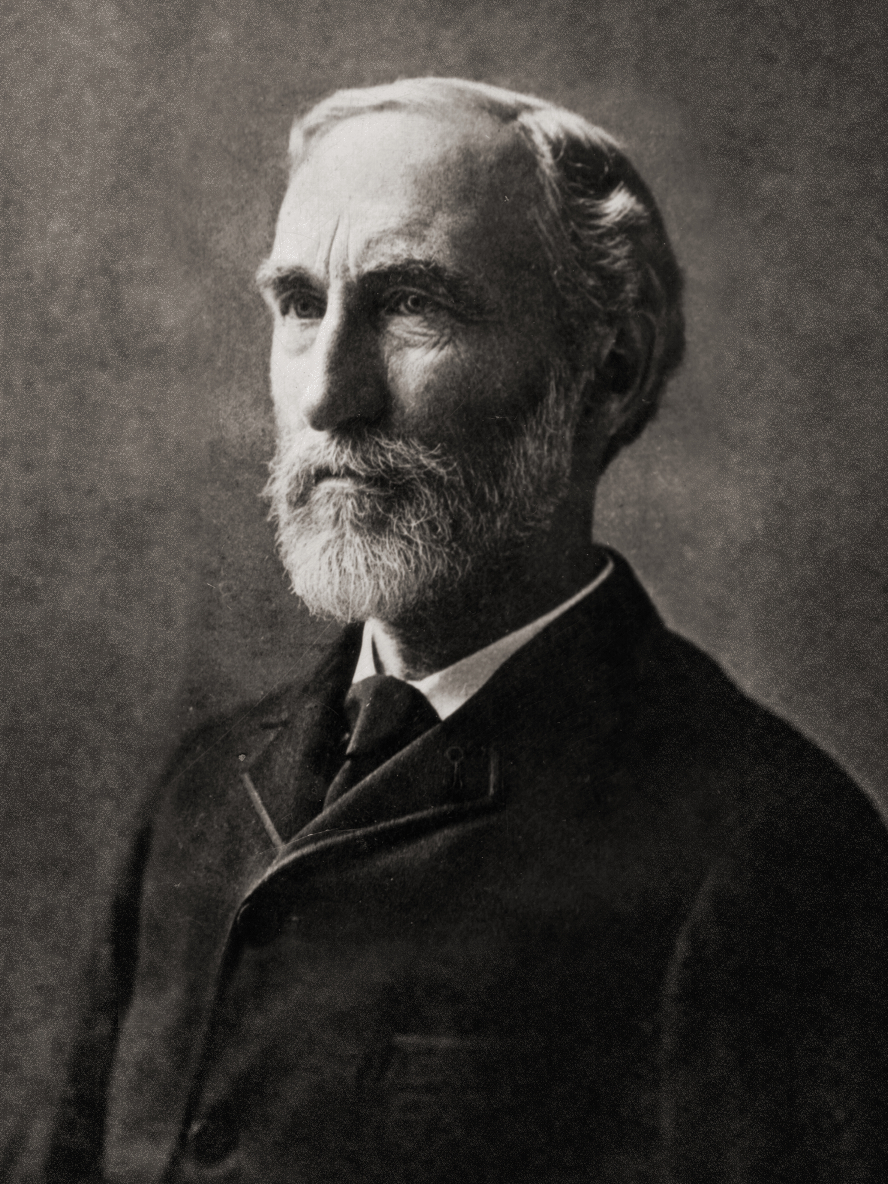
Гиббс

Статистическая механика или статистическая термодинамика — механика больших ансамблей относительно простых систем, таких как атомы в кристалле, молекулы в газе, фотоны в лазерном пучке, звёзды в галактике, автомобили на шоссе. Статистическая механика использует статистические методы для определения свойств и поведения макроскопических физических систем, находящихся в термодинамическом равновесии, на основе их микроскопической структуры и законов движения, которые считаются заданными. Статистические методы были введены в этом контексте Максвеллом в серии из трех статей (1860—1879) и Больцманом в серии из четырёх статей (1870—1884), которые заложили основы кинетической теории газов. Классическая статистическая механика была основана Гиббсом (1902); а позднее описание микроскопических состояний на основе классической механики было исправлено и дополнено в соответствии с квантовой механикой. Термодинамика, кинетическая теория и статистическая механика — это дисциплины, связанные объектом исследования, но отличающиеся используемыми методами; часто они представлены вместе под общим названием статистической физики. Последовательное построение неравновесной статистической механики было выполнено Н. Н. Боголюбовым в 1946 году. При описании систем в рамках статистической механики используется понятие среднего по ансамблю. Основными уравнениями статистической механики являются уравнения Лиувилля и цепочка уравнений Боголюбова.
Принципы термодинамики, являющиеся результатом обобщения и абстрагирования некоторых эмпирических данных, выражают приблизительные свойства и вероятностное поведение макроскопических систем, состоящих из очень большого числа микроскопических компонентов: молекул и атомов. Законы классической механики позволяют в принципе в любое время полностью определить состояние системы, состоящей из нескольких компонентов, если известны взаимодействия (силы), а также состояние системы (координаты и импульсы компонентов) в предыдущий момент. Однако на практике начальные условия неизвестны, и на сложность вычислений влияет интегрирование уравнений движения для очень большого числа компонентов. Как правило, число молекул в макроскопической массе газа при стандартных условиях имеет порядок величины равный числу Авогадро, то есть порядка 1023, что делает невозможным определение его механического (микроскопического) состояния. С другой стороны, опыт показывает, что термодинамические (макроскопические) свойства одной и той же массы газа полностью определяются только двумя параметрами (например, достаточно знать свободную энергию как функцию объема и температуры) и один из них (в данном случае температура) не имеет механического характера. Связь между этими двумя параметрами, казалось бы, противоречивыми точками зрения достигается статистическими методами.

## Принципы классической статистической механики

### Микроскопические состояния
В статистической механике объектом исследования является (макроскопическая) система, состоящая из (большого) числа (микроскопических) подсистем, которые взаимодействуют (друг с другом и с внешним миром) в соответствии с известными законами. Предполагается, что внутренние и внешние силы являются консервативными, то есть полная механическая энергия системы (сумма кинетической энергии и потенциальной энергии) остаётся постоянной во времени. Эта гипотеза иллюстрирует мнение о том, что неконсервативные силы, которые вызывают рассеивание энергии в виде тепла (например, силы трения), проявляются только в макроскопическом масштабе и являются следствием взаимодействия на микроскопическом масштабе.
Удобно написать уравнения движения в каноническом виде, который используется в гамильтоновой механике. Состояние системы с {\displaystyle \ n} степенями микроскопической свободы в любое время характеризуются значениями, принятыми обобщенными координатами {\displaystyle q=\left(q_{1},\ldots ,q_{n}\right)} и обобщенными сопряженными импульсами {\displaystyle p=\left(p_{1},\dots ,p_{n}\right).} Динамика системы описывается каноническими уравнениями Гамильтона
{\displaystyle \left(1\right)\,}{\displaystyle {\dot {q_{i}}}={\frac {\partial H}{\partial p_{i}}},\quad {\dot {p_{i}}}=-{\frac {\partial H}{\partial q_{i}}},\quad \left(i=1,\ldots ,n\right),}
где точка над символом обобщённых переменных обозначает производную по времени. Функция {\displaystyle H\left(p,q\right),} называемая гамильтонианом системы, это полная энергия системы. В случае консервативных сил она не зависит явно от времени, и из уравнений движения следует, что неявная зависимость от времени появляется только через канонические переменные, поэтому полная энергия действительно остается постоянной:
{\displaystyle \left(2\right)\,}{\displaystyle H\left(p,q\right)=E.}
В терминологии Гиббса микроскопическое состояние системы называется фазой; оно представляется геометрически точкой {\displaystyle \left(p,q\right)} в пространстве с размерностью{\displaystyle \ 2n}, называемом фазовым пространством. Эволюция во времени системы, представленная аналитически зависимостью канонических переменных от времени, имеет в качестве геометрического представления непрерывную кривую в фазовом пространстве, называемую траекторией репрезентативной точки. Поскольку состояние системы в любой момент полностью определяется, если её состояние известно в предыдущий момент, то оказывается, что траектория в фазовом пространстве полностью определяется одной из её точек, и через каждую точку в фазовом пространстве проходит одна траектория.
Закон сохранения энергии также имеет простое геометрическое представление: траектория репрезентативной точки целиком лежит на поверхности постоянной энергии, которая является {\displaystyle \left(2n-1\right)}-размерным многообразием в {\displaystyle \ 2n}-размерном фазовом пространстве, заданным уравнением (2). Для системы, находящейся в термодинамическом равновесии, репрезентативная точка в фазовом пространстве не может быть удалена на бесконечность, поэтому поверхности постоянной энергии ограничены. Каждая из них является замкнутой поверхностью, потому что уравнение (2) представляет границу области, где все находятся состояния с энергией, меньшей или равной {\displaystyle \ E.} Объём этой области
{\displaystyle \left(3\right)\,}{\displaystyle \Omega \left(E\right)=\int _{H\left(p,q\right)\leq E}dp\,dq,}
где для элемента объёма в фазовом пространстве использовалась сокращённая нотация {\displaystyle dp\,dq=dp_{1}\cdots dp_{n}\,dq_{1}\cdots dq_{n}.} {\displaystyle \Omega \left(E\right)} — это монотонно возрастающая функция {\displaystyle \ E}; и для систем с большим количеством степеней свободы это очень быстро возрастающая функция.
Важное следствие канонических уравнений, называемое теоремой Лиувилля, можно сформулировать следующим образом: Пусть дана произвольная область {\displaystyle {\mathcal {D}}} в фазовом пространстве; все точки {\displaystyle \left(p,q\right)\in {\mathcal {D}}} как представляющие механические состояния системы в начальный момент {\displaystyle \ t}; следуют эволюции этих состояний в соответствии с каноническими уравнениями; {\displaystyle \left(p^{\prime },q^{\prime }\right)\in {\mathcal {D}}^{\prime }} положения точек, рассмотренные в другой момент времени {\displaystyle \ t^{\prime }}; тогда объём домена {\displaystyle {\mathcal {D}}^{\prime }} равен объёму домена {\displaystyle {\mathcal {D}}}.

### Статистический ансамбль
Состояние макроскопической системы в термодинамическом равновесии характеризуется небольшим количеством параметров, в то время как в микроскопическом масштабе существует огромное количество различных механических состояний, совместимых с одним и тем же термодинамическим состоянием. Гиббс высказал предположение, что термодинамические свойства системы можно рассчитать статистическими методами из этого набора микроскопических состояний. Все механические состояния, совместимые с данным термодинамическим состоянием, составляют статистический ансамбль. В качестве конкретного макроскопического состояния реализуется только одного из них, а другие возможные состояния, которые, в свою очередь, также могут быть достигнуты, если система возвращается в равновесное термодинамическое состояние из произвольного состояния.
Статистический ансамбль представлен в фазовом пространстве набором точек, распределение которых описывается плотностью вероятности, функцией распределения или функцией статистического распределения, {\displaystyle {\mathcal {P}}\left(p,q\right)}, которая определяет вероятность того, что репрезентативная точка состояния системы находится в элементарном объёме {\displaystyle dp\,dq} расположенном в канонических координатах {\displaystyle \left(p,q\right)}:
{\displaystyle \left(4\right)\,}{\displaystyle {\mathcal {P}}\left(p,q\right)dp\,dq.}
Плотность вероятности — это функция в фазовом пространстве, которая не может принимать отрицательные значения и стремится к нулю на бесконечности. Его интеграл по всему фазовому пространству удовлетворяет условию нормировки
{\displaystyle \left(5\right)\,}{\displaystyle \int {\mathcal {P}}\left(p,q\right)dp\,dq=1,}
которое вытекает из правила суммирования вероятностей и выражает уверенность в том, что репрезентативная точка находится в фазовом пространстве.
Из теоремы Лиувилля следует, что плотность вероятности постоянна вдоль траектории в фазовом пространстве; она называется первым интегралом канонических уравнений. Гамильтонова система допускает {\displaystyle \ 2n-1} первых интегралов, которые не зависят явно от времени, один из которых — энергия, то есть гамильтониан (2). Следовательно, плотность вероятности будет гамильтоновой функцией {\displaystyle H\left(p,q\right)}, а другие {\displaystyle \ 2n-2} не зависящие от времени простые числа. Чтобы представить в микроскопическом масштабе состояния термодинамического равновесия, в которых свойства системы не зависят от времени и зависят (при постоянных внешних параметрах) только от энергии, в статистической механике постулируется, что функция распределения зависит от канонических переменных только через функцию Гамильтона:
{\displaystyle \left(6\right)\,}{\displaystyle {\mathcal {P}}\left(p,q\right)={\mathfrak {P}}\left(H\left(p,q\right)\right).}
Больцман показал, что этот постулат проверяется в случае систем, обладающих свойством эргодичности: любая траектория в пространстве фаз находится так же близко, как и любая точка поверхности постоянной энергии, на которой находится вся траектория.

### Средние значения и флуктуации
Статистическая механика представляет собой другую точку зрения, по сравнению с термодинамикой, на значения макроскопических механических величин физической системы, находящейся в равновесии. В термодинамике значение любой механической величины однозначно определяется, если известны значения небольшого числа независимых от времени параметров состояния: термодинамическое равновесие является статическим. В статистической механике состояние системы описывается статистическим распределение, а механические параметры являются функциями {\displaystyle \ f\left(p,q\right)\,} канонических переменных. Повторяя систему многократно в одном и том же термодинамическом состоянии после произвольных преобразований, микроскопические состояния будут разными, и рассматриваемый параметр будет обычно иметь разные значения. В микроскопическом масштабе термодинамическое равновесие проявляется в виде стационарного смещения статистического распределения в пространстве фаз, согласно теореме Лиувилля: оно не статическое, а статистическое.
В статистике физическая величина, числовое значение которой не задано по определению для определённых условий, называется случайной величиной. Случайная величина {\displaystyle \ f,} определяется по статистическому ансамблю, описываемого функцией распределения {\displaystyle {\mathcal {P}}\left(p,q\right),\,} а его среднее значение задано интегралом
{\displaystyle \left(7\right)\,}{\displaystyle \left\langle f\right\rangle =\int f\left(p,q\right)\,{\mathcal {P}}\left(p,q\right)dp\,dq\;,}
который зависит от структуры системы и внешних условий. Степень отклонения значений случайной величины от среднего значения определяется как квадратный корень из среднего значения квадрата отклонения от среднего значения, называемого среднеквадратичным отклонением или средней квадратичной флуктуацией:
{\displaystyle \left(8\right)\,}{\displaystyle \Delta f={\sqrt {\left\langle (f-\left\langle f\right\rangle )^{2}\right\rangle }}\,.}
Точные экспериментальные измерения показали, что макроскопические механические величины в термодинамике можно отождествить со средними значениями, рассчитанными статистической механикой. Они также показали наличие флуктуаций этих величин по порядку равные среднеквадратичным отклонениям, предсказанных статистической механикой.

## Репрезентативные ансамбли
Описание термодинамического поведения системы, основанное на статистических ансамблях микроскопических механических состояний, представляет собой постулат статистической механики. Он дополняется априорным выбором определённого распределения, которое является «представительным» в том смысле, что оно соответствует степени неполного знания состояния системы, с механической точки зрения.

### Микроканонический ансамбль
В идеализированном случае системы постоянного объёма, изолированной от внешнего мира, энергия системы постоянна. Функция распределения будет отличаться от нуля только на поверхности постоянной энергии (2), где для удовлетворения условия нормировки (5) она должна быть сингулярной. Математические трудности, связанные с особым характером этого распределения, названного Гиббсом микроканоническим можно обойти, рассматривая его как предел более реалистичного случая, когда допускаются небольшие флуктуации энергии. Плотность вероятности выбрана постоянной в объёме между энергетическими поверхностями {\displaystyle \ E\,} и {\displaystyle \ E+\Delta E\,} где величина {\displaystyle \ \Delta E\,} по порядку равна величине колебаний энергии, а в остальных случаях — ноль:
{\displaystyle \left(9\right)\,}{\displaystyle {\mathcal {P}}\left(p,q\right)={\begin{cases}\ 0&{\mbox{при}}\ H\left(p,q\right)<E,\\\ C&{\mbox{при}}\ E\leq H\left(p,q\right)\leq E+\Delta E,\\\ 0&{\mbox{при}}\ E+\Delta E<H\left(p,q\right).\end{cases}}}
Константа C определяется из условия нормировки (5); в случае когда {\displaystyle \Delta E\ll E} она имеет значение равное
{\displaystyle \left(10\right)\,}{\displaystyle \ C={\frac {1}{\Omega ^{\prime }\left(E\right)\Delta E}}\,}
(апостроф обозначает производную), которая становится сингулярной на границе при {\displaystyle \Delta E\to 0\,.} В расчетах, использующих микроканоническое распределение, сингулярности избегаются, делая переход к пределу только при получении конечного результата.

### Канонический ансамбль
Для системы, которая обменивается энергией с внешней средой свободно, анализ того, как этот процесс происходит в микроскопическом масштабе, приводит к выводу, что плотность вероятности экспоненциально зависит от энергии системы, то есть гамильтониана. Это распределение называется распределением Гиббса
{\displaystyle \left(11\right)\,}{\displaystyle {\mathcal {P}}\left(p,q\right)={\frac {1}{Z}}\,e^{-\beta H\left(p,q\right)}\,,\quad \left(\beta >0\right)\,.}
Чтобы выполнить условие нормировки (5), параметр {\displaystyle \ \beta \,} должен быть положительным и величина {\displaystyle \ Z,} называется статистической суммой, имеет значение
{\displaystyle \left(12\right)\,}{\displaystyle Z=\int e^{-\beta H\left(p,q\right)}\,dp\,dq\,.}

### Большой канонический ансамбль
Если система состоит из нескольких компонентов, между которыми происходит как перенос энергии, так и перенос вещества, её удобно описать большим каноническим ансамблем, который представляет собой взвешенную совокупность канонических ансамблей, по одной для каждой компонент. {\displaystyle \ c\,} — количество компонентов и {\displaystyle \ N_{1},...,N_{c}\,} числа частиц компонент. Анализ того, как происходит микроскопический обмен веществом, аналогичный тому, что существует для обмена энергией, показывает, что плотность вероятности экспоненциально зависит от каждой из этих величин в отдельности. Большое каноническое распределение имеет вид
{\displaystyle \left(13\right)\,}{\displaystyle {\mathcal {P}}\left(p,q\right)={\frac {1}{\mathcal {Z}}}\,e^{-\beta \left(H\left(p,q\right)-\sum _{i=1}^{c}\mu _{i}\,N_{i}\right)},\quad \left(\beta >0\right)\,,}
где
{\displaystyle \left(14\right)\,}{\displaystyle \ {\mathcal {Z}}=\int e^{-\beta \left(H\left(p,q\right)-\sum _{i=1}^{c}\mu _{i}\,N_{i}\right)}\,dp\,dq}
является статистической суммой для большого канонического ансамбля. Значения параметров {\displaystyle \beta \,} и {\displaystyle \mu _{1},...,\mu _{c}\,} должны быть получены из термодинамической интерпретации канонического и большого канонического распределений.

## Статистическая термодинамика
Микроскопическая динамика системы определяется, помимо внутренних сил, внешними макроскопическими силами, которые до сих пор не были заданы в явном виде. Пусть {\displaystyle \ m\,} — число механических степеней свободы и{\displaystyle \ x=\left(x_{1},...,x_{m}\right)\,} соответствующие переменные положения. Гамильтониан и объём в фазовом пространстве, определённые на поверхности постоянной энергии, зависят от этих переменных:
{\displaystyle \left(15\right)\,}{\displaystyle H=H\left(p,q\mid x\right)\,;\quad \Omega =\Omega \left(E\mid x\right)\,.}
Первое начало термодинамики определяет функцию состояния {\displaystyle \ U\,} называемую внутренней энергией; статистическая механика интерпретирует термодинамическое равновесие как имеющее статистический характер, а внутреннюю энергию как среднее значение микроскопической энергии:
{\displaystyle \left(16\right)\,}{\displaystyle U=\left\langle H\right\rangle \,.}
Пусть {\displaystyle X=\left(X_{1},...,X_{m}\right)\,} — переменные силы, связанные с макроскопическими переменными положения; в статистической механике, они вычисляются усреднением случайных значений:
{\displaystyle \left(17\right)\,}{\displaystyle X_{j}=\left\langle {\frac {\partial H}{\partial x_{j}}}\right\rangle ;\quad \left(j=1,...,m\right)\,.}
Механическая работа, производимая этими силами при элементарных перемещениях {\displaystyle dx=\left(dx_{1},...,dx_{m}\right)} имеет вид
{\displaystyle \left(18\right)\,}{\displaystyle \delta L=\sum _{j=1}^{m}X_{j}\,dx_{j}\,.}
Также согласно первому началу термодинамики, в элементарном термодинамическом процессе полное изменение внутренней энергии является суммой выполненной механической работы и изменения количества тепла {\displaystyle \delta Q\,}в системе:
{\displaystyle \left(19\right)\,}{\displaystyle dU=\delta L+\delta Q\,.}
Второе начало термодинамики определяет функцию состояния {\displaystyle \ S\,} называемую энтропией; в обратимом элементарном термодинамическом процессе полный дифференциал энтропии связан с количеством тепла, обмениваемого системой через соотношение
{\displaystyle \left(20\right)\,}{\displaystyle \ dS={\frac {\delta Q}{T}}\,.}
Здесь {\displaystyle \ T\,} — это термодинамическая температура, определяемая вторым началом термодинамики. Этот множитель задаёт абсолютную температурную шкалу, уникальную среди многих возможных эмпирических температурных шкал, определённых тепловым контактом.
Таким образом, в статистической механике термодинамические величины механической природы рассматриваются как случайные величины; их значения, измеренные макроскопически, ассоциируются со средними значениями соответствующих микроскопических величин, допускающих наличие флуктуаций. Термодинамические величины температуры и энтропии должны быть определены в пределах каждого репрезентативного распределения параметрами статистического ансамбля, связанного с системой. После определения термодинамического потенциала, соответствующего ситуации, описанной статистическим ансамблем, уравнения состояния системы получают стандартными термодинамическими методами.

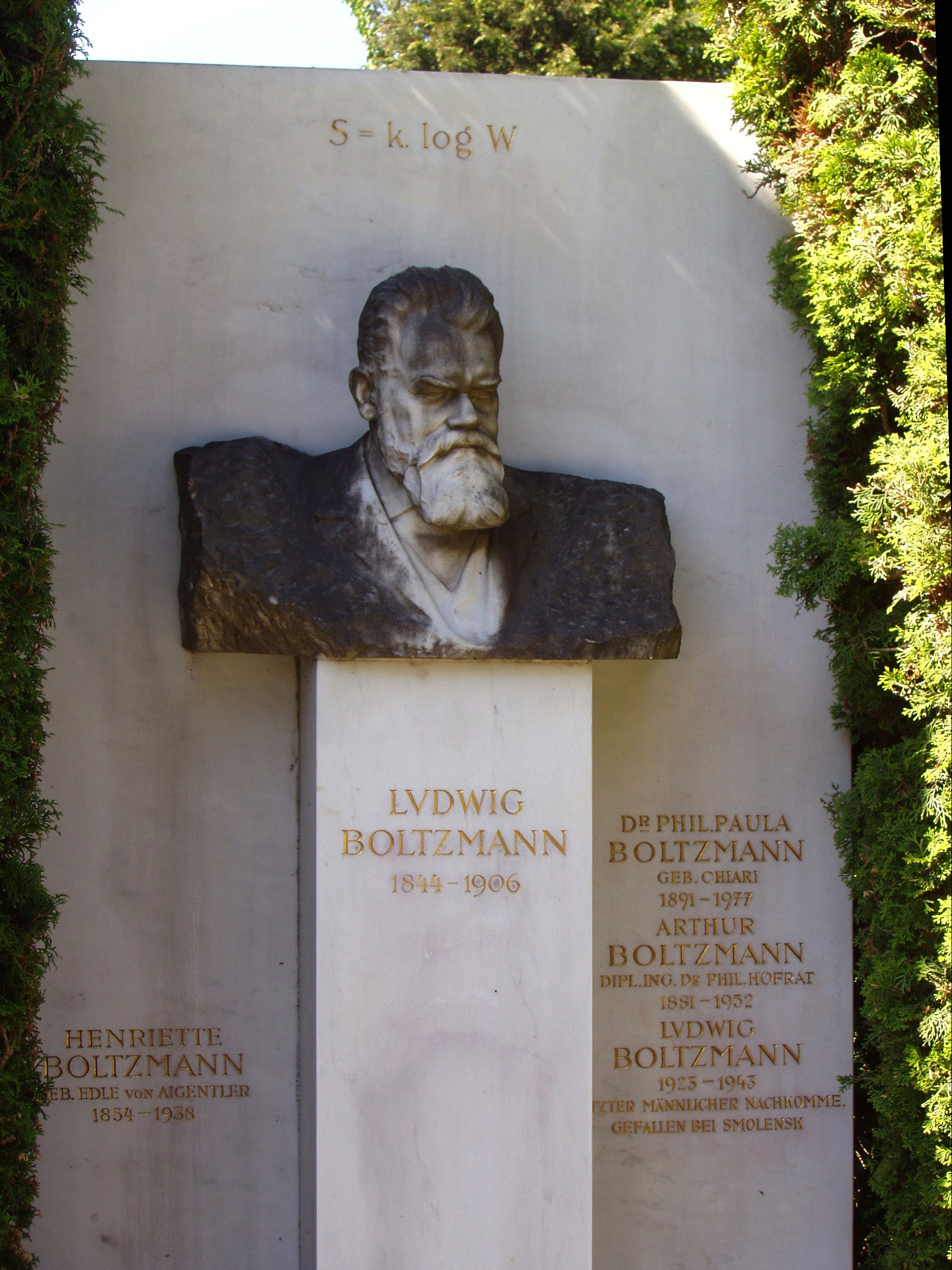
Могила Больцмана на Центральном кладбище в Вене, с формулой S = k. log W выгравировано выше.

### Изолированная система: энтропия
Анализ способа установления термодинамического баланса между двумя системами с микроканоническими ансамблями с энергиями {\displaystyle \ E_{1}\,} и {\displaystyle \ E_{2}\,}, когда они приведены в тепловой контакт,
показывает, что произведение {\displaystyle \Omega ^{\prime }\left(E_{1}\right)\;\Omega ^{\prime }\left(E_{2}\right)\,} имеет очень острый максимум для определённого значения аргумента (один независимый аргумент, так как{\displaystyle \ E_{1}+E_{2}={\rm {constant}}}). Максимум достигается, когда для двух систем выражение
{\displaystyle \left(21\right)\,}{\displaystyle {\frac {d\,\ln \Omega ^{\prime }\left(E\right)}{\ dE}}}
имеет одинаковое значение; оно указывает на наиболее вероятное микроскопическое состояние, соответствующее состоянию теплового равновесия, а общее значение является функцией {\displaystyle \phi \left(T\right)} температуры, при которой установилось равновесие. Внутренняя энергия {\displaystyle \ U=E\,} и колебания вокруг этого состояния происходят только за счет теплообмена: {\displaystyle \ dU=\delta Q\,.} Собирая результаты, можно написать
{\displaystyle \left(22\right)\,}{\displaystyle \ d\,\ln \Omega ^{\prime }\left(U\right)=\phi \left(T\right)\delta Q\,.}
Путем умножения количества тепла {\displaystyle \delta Q\,} на функцию {\displaystyle \phi \left(T\right),} был получен точный полный дифференциал {\displaystyle \ dS.} Согласно второму началу термодинамики, функция {\displaystyle \ S} — энтропия, {\displaystyle \phi \left(T\right)\,} с точностью до постоянного множителя равно обратной абсолютной температуре:
{\displaystyle \left(23\right)\,}{\displaystyle \ d\,\ln \Omega ^{\prime }\left(U\right)=dS\,.}
После интегрирования получим
{\displaystyle \left(24\right)\,}{\displaystyle \ S=k\,\ln \Omega ^{\prime }\left(U\right)\,;}
где постоянная{\displaystyle \ k} получила собственное имя константа Больцмана. Эта фундаментальная формула статистической механики, установленная Больцманом, выражает связь между энтропией и характеристиками статистического ансамбля, представленного микроканоническим распределением.

### Обмен энергией: свободная энергия
Из соотношений (16) — (19) и (12) следует, что {\displaystyle \ \delta Q\,} — количество тепла, обмениваемым каноническим ансамблем при обратимом элементарном процессе, удовлетворяет равенству
{\displaystyle \left(25\right)\,}{\displaystyle \ \beta \,\delta Q=d\left(ln\,Z+\beta U\right)\,.}
Предыдущий аргумент относительно существования интегрального множителя для {\displaystyle \ \delta Q\,} приводит к выводу, что
{\displaystyle \left(26\right)\,}{\displaystyle \ \beta ={\frac {1}{kT}}\,,\quad dS={\frac {\delta Q}{T}}=d\left(k\,ln\,Z+{\frac {U}{T}}\right)\,.}
Путем интегрирования получается энтропия {\displaystyle \ S\,}, а затем свободная энергия (также называемая свободной энергией Гельмгольца)
{\displaystyle \left(27\right)\,}{\displaystyle \ F=-kT\,lnZ\,.}

#### Энтропия как функция плотности вероятности
Из соотношений (11), (12) и (27), взяв логарифм, а затем среднее значение, получим {\displaystyle \ S=-k\left\langle ln\,{\mathcal {P}}\right\rangle } или
{\displaystyle \left(28\right)\,}{\displaystyle \ S\left[{\mathcal {P}}\right]=-k\int {\mathcal {P}}\,ln{\mathcal {P}}\,dp\,dq\,.}
Хотя это выражение было получено на основе канонического распределения, оно не зависит от выбора какого-либо конкретного статистического ансамбля. Из-за общего характера этого соотношения, которое выражает энтропию как функцию плотности вероятности, оно принимается как определение энтропии для любого распределения, даже в случае нестационарных распределений.

#### Теорема о равнораспределении энергии по степеням свободы
В канонических ансамблях выполняется следующее соотношение для любой из канонических переменных импульса {\displaystyle \ p_{i}} или координаты {\displaystyle \ q_{i}}, которые явно включены в выражение для Гамильтона,
{\displaystyle \left(29\right)\,}{\displaystyle \left\langle p_{i}{\frac {\partial H}{\partial p_{i}}}\right\rangle =\left\langle q_{i}{\frac {\partial H}{\partial q_{i}}}\right\rangle =kT\,.}
Полезность этой теоремы заключается в том, что в общем случае переменная {\displaystyle \ p_{i}\,} вносит вклад в кинетическую энергию, поэтому для гамильтониана слагаемое {\displaystyle {\frac {p_{i}^{2}}{2m}}\,} усредняется по формуле
{\displaystyle \left(30\right)\,}{\displaystyle \left\langle {\frac {p_{i}^{2}}{2m}}\right\rangle ={\frac {1}{2}}\left\langle p_{i}{\frac {\partial H}{\partial p_{i}}}\right\rangle ={\frac {kT}{2}}\,.}
В случае системы с упругими колебания зависящими от координаты {\displaystyle \ q_{i}\,,} потенциальная энергия задаётся в виде {\displaystyle \ c\,q_{i}^{2}} и усреднение задаётся по формуле
{\displaystyle \left(31\right)\,}{\displaystyle \left\langle c\,q_{i}^{2}\right\rangle ={\frac {1}{2}}\left\langle q_{i}{\frac {\partial H}{\partial q_{i}}}\right\rangle ={\frac {kT}{2}}\,.}
Каждая степень свободы вносит вклад в макроскопическую энергию, в среднем, с одинаковой величиной {\displaystyle {\begin{matrix}{\frac {1}{2}}\end{matrix}}} kT, для каждой канонической переменной (импульса или координаты), явно присутствующей в гамильтониане, отсюда происходит название теоремы об равнораспределении.

### Обмен энергией и веществом: термодинамический потенциал большого канонического ансамбля
Используя интегральный множитель, из соотношений (16) — (19) и (14) следует
{\displaystyle \left(32\right)\,}{\displaystyle \ \beta ={\frac {1}{kT}}\,,\quad dS={\frac {\delta Q}{T}}=d\left(k\,ln\,{\mathcal {Z}}+{\frac {U-\sum _{i=1}^{c}\mu _{i}N_{i}}{T}}\right)\,,}
и параметры большого канонического ансамбля{\displaystyle \ \left(\mu _{1},...,\mu _{c}\right)} отождествляются с термодинамическими химическими потенциалами. Интегрируя получаем
{\displaystyle \left(33\right)\,}{\displaystyle \ TS=kT\,ln\,{\mathcal {Z}}+U-\sum _{i=1}^{c}\mu _{i}N_{i}\,.}
Введение большого канонического потенциала
{\displaystyle \left(34\right)\,}{\displaystyle {\mathcal {F}}=U-TS-\sum _{i=1}^{c}\mu _{i}N_{i}=F-G=\sum _{j=1}^{m}X_{j}x_{j}\,,}
позволяет записать результат в форме, аналогичной (27):
{\displaystyle \left(35\right)\,}{\displaystyle {\mathcal {F}}=-kT\,ln{\mathcal {Z}}\,.}
|                             | Микроканоническое распределение | Каноническое распространение | Большое каноническое распределение |
| --------------------------- | --- | --- | --- |
| Плотность вероятности       | {\displaystyle {\mathcal {P}}\left(p,q\right)={\begin{cases}\ 0&H\left(p,q\right)<U\\\ C&U\leq H\left(p,q\right)\leq U+\Delta U\\\ 0&U+\Delta U<H\left(p,q\right)\end{cases}}}{\displaystyle \ C={\frac {1}{\Omega ^{\prime }\left(U\right)\Delta U}}\,} | {\displaystyle {\mathcal {P}}\left(p,q\right)={\frac {1}{Z}}\,e^{-H\left(p,q\right)/kT}}{\displaystyle Z=\int e^{-H\left(p,q\right)/kT}\,dp\,dq}                                             | {\displaystyle {\mathcal {P}}\left(p,q\right)={\frac {1}{\mathcal {Z}}}\,e^{-\left(H\left(p,q\right)-\sum _{i=1}^{c}\mu _{i}\,N_{i}\right)/kT}}{\displaystyle \ {\mathcal {Z}}=\int e^{-\left(H\left(p,q\right)-\sum _{i=1}^{c}\mu _{i}\,N_{i}\right)/kT}\,dp\,dq}                                                                                           |
| Термодинамический потенциал | {\displaystyle \ S=k\,ln\Omega ^{\prime }\left(U\right)} | {\displaystyle \ F=-kT\,lnZ} | {\displaystyle {\mathcal {F}}=-kT\,ln{\mathcal {Z}}} |
| Уравнения состояния         | {\displaystyle \ dS={\frac {dU}{T}}-{\frac {\sum _{j=1}^{m}X_{j}\,dx_{j}}{T}}}{\displaystyle \left({\frac {\partial S}{\partial U}}\right)_{x}={\frac {1}{T}}\,,\;\left({\frac {\partial S}{\partial x_{j}}}\right)_{U}=-{\frac {X_{j}}{T}}}             | {\displaystyle \ dF=-S\,dT+\sum _{j=1}^{m}X_{j}\,dx_{j}}{\displaystyle \left({\frac {\partial F}{\partial T}}\right)_{x}=-S\,,\;\left({\frac {\partial F}{\partial x_{j}}}\right)_{T}=X_{j}} | {\displaystyle \ d{\mathcal {F}}=-S\,dT+\sum _{j=1}^{m}X_{j}\,dx_{j}-\sum _{i=1}^{c}N_{i}\,d\mu _{i}}{\displaystyle \left({\frac {\partial {\mathcal {F}}}{\partial T}}\right)_{x,\mu }=-S,\;\left({\frac {\partial {\mathcal {F}}}{\partial x_{j}}}\right)_{\mu ,T}=X_{j},\;\left({\frac {\partial {\mathcal {F}}}{\partial \mu _{i}}}\right)_{T,x}=-N_{i}} |

## Пределы классической статистической механики
Из теоремы о равнораспределении следует, что каждая степень свободы системы вносит вклад в теплоёмкость при постоянном объёме (на моль) равный {\displaystyle {\begin{matrix}{\frac {1}{2}}\end{matrix}}} R и не зависит от температуры (R — универсальная газовая постоянная). Для одноатомного газа, которому соответствует три (поступательные) степени свободы, получается CV = {\displaystyle {\begin{matrix}{\frac {3}{2}}\end{matrix}}} R. В случае двухатомных газов с учётом вращения (дополнительные две степени свободы) составляющих атомов вокруг центра масс, CV = {\displaystyle {\begin{matrix}{\frac {5}{2}}\end{matrix}}} R; и добавив вклад колебаний вдоль общей оси, CV = {\displaystyle {\begin{matrix}{\frac {7}{2}}\end{matrix}}} R. Для твёрдого тела, состоящим из атомов, которые колеблются с малыми амплитудами вокруг устойчивых положений равновесия (узлов кристаллической решётки), CV = 3R. Эти значения подтверждаются на опыте, при обычной температуре, для одноатомных газов и твёрдых веществ (закон о Дюлонга — Пти), но не для вибраций двухатомных молекул. При низких температурах во всех случаях наблюдается температурная зависимость: теплоёмкости веществ стремятся к нулю при абсолютной температуре. Результаты классической статистической механики хорошо проверяются при достаточно высоких температурах; но с понижением температуры степени свободы «замерзают» одна за другой.
В соответствии с теоремой о равнораспределении, средняя энергия линейного гармонического осциллятора с частотой {\displaystyle \scriptstyle \nu }, в тепловом равновесии с термостатом при температуре T, составляет kT и не зависящее от частоты. Таким образом получается для спектрального плотности энергии теплового излучения при температуре T:
{\displaystyle \left(36\right)\,}{\displaystyle \rho (\nu ,T)\propto \nu ^{2}\,kT}
(закон Рэлея — Джинса). Этот результат подтверждается экспериментальными данными только на низких частотах; увеличение с квадратом частоты ослабляется до промежуточных частот, где функция {\displaystyle \rho (\nu ,T)} достигает максимума, а для {\displaystyle \scriptstyle \nu \to \infty \,} оно асимптотически стремится к нулю. Экстраполированный на высокие частоты, закон Рэлея — Джинса привел бы к ультрафиолетовой катастрофе: интегрированная по частотам спектральная плотность энергии теплового излучения будет расходиться.
Цицейка показал, что классическая статистическая механика, основанная на непрерывном распределении энергии, несовместима с третьим принципом термодинамики.

## Квантовая статистическая механика
Квантовая статистическая механика основана на том же постулате — термодинамические свойства системы можно вывести на основе статистического ансамбля, представляющего собой различные микроскопические состояния, но описание этих состояний и состав этого ансамбля отличается от классической механики. В квантовой механике координата {\displaystyle q\,} и сопряжённый импульс {\displaystyle p\,} не могут иметь чётко определённые значения одновременно; они определяются только статистически, а среднеквадратичные отклонения описываются принципом неопределенности.
{\displaystyle \left(37\right)\,}{\displaystyle \Delta q\,\Delta p\geq {\frac {\hbar }{2}}\,,}
где {\displaystyle \hbar \,} — редуцированная постоянная Планка. Классическое понятие траектории (в конфигурационном пространстве или в фазовом пространстве) теряет смысл. Фазовое пространство больше не определимо: оно становится кластером неточно разграниченных ячеек с фазовым объёмом каждой {\displaystyle \hbar ^{n}}, где {\displaystyle n\,} это число степеней свободы. Принимая также постулат о том, что вероятность определённого микроскопического состояния зависит только от энергии этого состояния (без эргодической аргументации), описание хорошо определённых энергетических состояний (стационарных состояний) должно подчиняться квантовой механике.

### Стационарные состояния в квантовой механике
В квантовой механике наблюдаемые физические величины связаны с операторами. Динамика выражается оператором Гамильтона {\displaystyle {\mathcal {H}}\,}, которая заменяет функцию Гамильтона в классической механике. Состояния системы статистически определяются волновой функцией, которая удовлетворяет уравнению Шредингера.

#### Энергетические уровни
Когда гамильтониан (оператор Гамильтона) не зависит от времени, то этот оператор, связанный с наблюдаемой величиной энергии, и состояния определяются путем решения не зависящего от времени (стационарного) уравнения Шрёдингера {\displaystyle {\mathcal {H}}u=Eu\,.} Значения {\displaystyle E\,} для которого это уравнение имеет решения {\displaystyle u\,} физически являются возможными значениями энергии, называются энергетическими уровнями. Удобно называть такой набор уровней энергетическим спектром, и индексировать набор значений в виде возрастающей последовательности: {\displaystyle E_{0},E_{1},...,E_{j},...\,;} индекс называется квантовым числом. Соответствующие энергии описывают соответствующие стационарные состояния. К тому же уровню энергии {\displaystyle \ E_{j}} могут соответствовать несколько различных состояний, описываемым независимыми функциями {\displaystyle \ u_{j_{1}},...,u_{j_{r}}\,;} говорят, что уровень r-кратно вырожден. При наличии вырождения в дополнение к главному квантовому числу (которое указывает значение энергии) необходимо указать вторичные квантовые числа (которые указывают значения других совместных наблюдаемых, то есть могут быть измерены одновременно), чтобы полностью описать состояние. Далее подразумевается, что это было сделано, и уникальный индекс фактически является полным набором квантовых чисел: {\displaystyle j=\left\{j_{1},...,j_{r}\right\}\,} которые полностью характеризуют стационарное состояние.

#### Спин
Элементарные частицы (такие как электрон и протон) обладают собственным моментом импульса (независимым от орбитального движения), называемым спином. Его размер выражается квантовым числом спина, которое может принимать целые или полуцелые неотрицательные значения: {\displaystyle \scriptstyle s\,=\,0,\,{\frac {1}{2}},\,1,\,{\frac {3}{2}}\,,\,...\,}. Для системы со спином s, проекция спина на заданное направление может иметь 2s + 1 значения, с эквидистантным шагом 1, между -s и +s. Для электрона, гипотеза о существовании спина {\displaystyle \scriptstyle {\frac {1}{2}}} была сформулирована Уленбеком и Гаудсмитом для объяснения результатов эксперимента Штерна — Герлаха и теоретически объяснена Паули. Агрегаты частиц (атомные ядра, атомы, молекулы) можно рассматривать как элементарные частицы, если их внутренняя структура остаётся неизменной при взаимодействии с другими системами; их вращение является результатом кинетических вращательных моментов компонентов.

### Каноническое распределение в квантовой статистической механике
Двигаясь от непрерывного распределения энергии {\displaystyle H(p,q)\,} к энергии, распределенной дискретно {\displaystyle \left\{E_{0},E_{1},...,E_{i},...\right\},} вероятность {\displaystyle {\mathcal {P}}\left(p,q\right)dp\,dq\,} в фазовом пространстве заменяется вероятностью {\displaystyle P_{i}\,} для каждого энергетического состояния {\displaystyle E_{i}\,,} характеризуемая квантовым числом {\displaystyle i\,.} Эквивалент соотношений (11) и (12) в квантовой статистической механике с учётом (26) :
{\displaystyle \left(38\right)\,}{\displaystyle P_{i}={\frac {1}{Z}}\;e^{-E_{i}/kT}\,,}
{\displaystyle \left(39\right)\,}{\displaystyle Z=\sum _{j}e^{-E_{j}/kT}\,.}
Когда известна статсумма (функция разбиения) {\displaystyle Z\,,} макроскопические свойства системы выводятся из свободной энергии (27) стандартными методами. Определение уровней энергии для системы с очень большим количеством степеней свободы является сложной задачей даже с современными вычислительными ресурсами. Поэтому статистическую термодинамику, основанную на соотношениях (38) и (39), трудно или невозможно построить в самом общем случае.

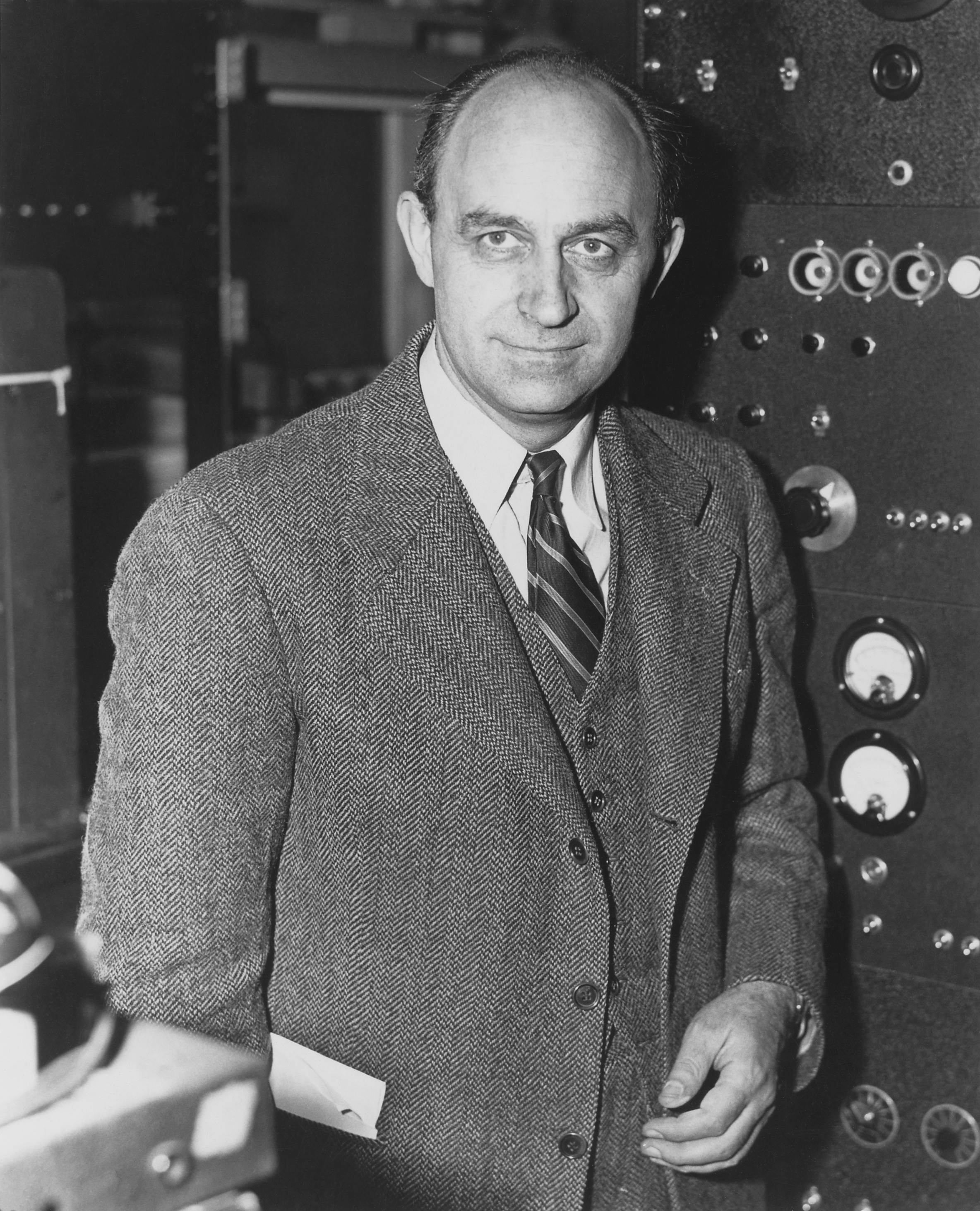
Ферми

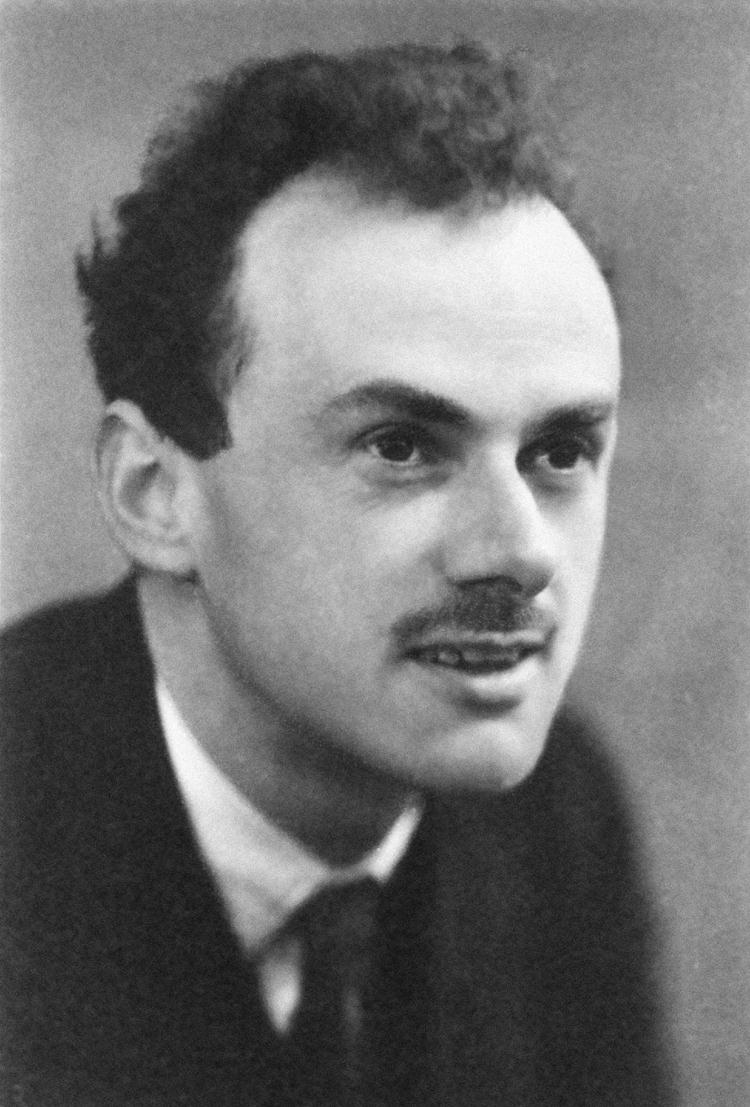
Дирак

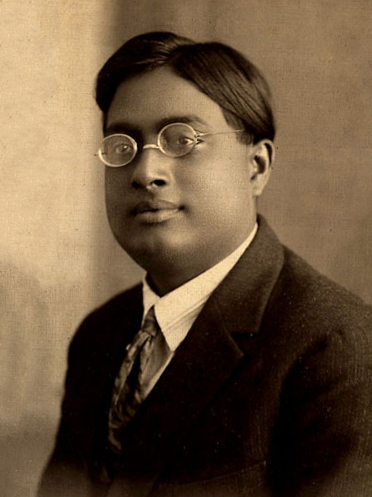
Бозе

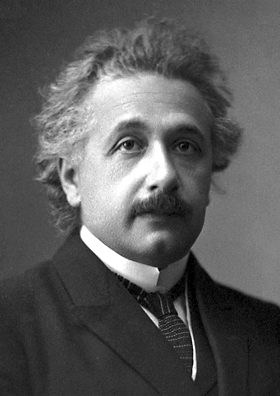
Эйнштейн

Сравнение статистики Ферми — Дирака, Бозе — Эйнштейна и Максвелла — Больцмана

### Системы тождественных частиц
Проблема значительно упрощается, если рассматриваемая макроскопическая система состоит из большого числа тождественных подсистем, внутренняя структура которых практически не зависит от взаимодействия между ними; в данном случае речь идет о системе тождественных частиц. Газы и электроны в металлах являются такими системами.
Пусть система состоит из числа {\displaystyle N\,} одинаковых частиц и {\displaystyle \left\{\epsilon _{0},\epsilon _{1},...,\epsilon _{i},...\right\}\,} — уровни энергии изолированной частицы в данных внешних условиях заданы. Чтобы достичь термодинамического равновесия, составляющие частицы должны взаимодействовать (через механизм «столкновении» в кинетической теории), но предполагается, что эти взаимодействия оказывают незначительное влияние на уровни энергии. В этом смысле частицы являются независимыми, и энергетические уровни системы являются результатом суммирования энергетических уровней составляющих её частиц. Чтобы составить статистический ансамбль, необходимо принять во внимание тот факт, что в квантовой механике идентичные частицы статистически распределены по одночастичным состояниям, и их описание как «частица с номером» {\displaystyle j\,} находящаяся в состоянии с энергией {\displaystyle \epsilon _{j}\,} бессмысленно. Число частиц в системе в данном отдельном состоянии называется числом заполнения этого состояния; следовательно, параллельно с цепочкой энергетических уровней существует строка чисел заполнения {\displaystyle \left\{n_{0},n_{1},...,n_{i},...\right\}.} Сумма энергий составляющих частиц является энергией системы:
{\displaystyle \left(40\right)\,}{\displaystyle E=\sum _{j}\,n_{j}\,\epsilon _{j}\,.}
Взаимодействия между составляющими систему частицами без изменения уровней энергии вызывают перераспределение частиц на существующих уровнях. Статистическим ансамблем для этой ситуации является большое каноническое распределение, в котором все компоненты взаимодействуют с одинаковым химическим потенциалом, поскольку частицы тождественны:
{\displaystyle \left(41\right)\,}{\displaystyle P=const\cdot e^{-\left(\sum _{j}n_{j}\epsilon _{j}\,-\sum _{j}\mu \,n_{j}\right)/kT}=const\cdot \prod _{j}\left(e^{-\left(\epsilon _{j}-\mu \right)/kT}\right)^{n_{j}}\,.}
Эта формула показывает вероятность того, что эти {\displaystyle N\,} частиц распределяются следующим образом: в состоянии {\displaystyle \epsilon _{0}\,} можно найти {\displaystyle n_{0}\,} частиц, в состоянии {\displaystyle \epsilon _{1}\,}- {\displaystyle n_{1}\,} частиц и т. д. Вероятность того, что в состоянии с энергией {\displaystyle \epsilon _{i}\,} можно найти {\displaystyle n_{i}\,} частиц, независима от заполнения других состояний
{\displaystyle \left(42\right)\,}{\displaystyle P_{i}\left(\epsilon _{i},n_{i}\right)=const\cdot \left(e^{-\left(\epsilon _{i}-\mu \right)/kT}\right)^{n_{i}}\,;}
{\displaystyle \left(43\right)\,}{\displaystyle \sum _{n_{j}}\,P_{j}\left(\epsilon _{i},n_{j}\right)=1\,.}
Среднее значение числа заполнения для уровня {\displaystyle \epsilon _{i}}, что указывает на распределение частиц в системе по одночастичным уровням энергий, составляет
{\displaystyle \left(44\right)\,}{\displaystyle \left\langle n_{i}\right\rangle =\sum _{n_{j}}\,n_{j}\,P_{j}\left(\epsilon _{i},n_{j}\right)\,.}
Если для всех уровней число заполнений имеет значение 1, то соотношение (41) сводится к каноническому распределению, а соотношение (42) становится распределением Максвелла-Больцмана из классической статистической механики.

#### Связь между спином и статистикой
Существует общая взаимосвязь между типом статистики, выражаемой соотношениями (42) — (44), из которой состоит система тождественных частиц, и величиной спина этих частиц:
- Для частиц с полуцелым спином {\displaystyle \scriptstyle \left(s={\frac {1}{2}},\,{\frac {3}{2}},\,{\frac {5}{2}},\,...\,\right)\,} числа заполнений могут принимать только два значения: 0 и 1. Частицы в этой категории, называемые фермионами, подчиняются статистике Ферми — Дирака.
- Для частиц с целым спином {\displaystyle \scriptstyle \left(s=0,\,1,\,2,\,...\,\right)\,} числа заполнений могут принимать любые целые значения: 0, 1, 2,. . Частицы в этой категории, называемые бозонами, подчиняются статистике Бозе — Эйнштейна.

В нерелятивистской квантовой механике это соотношение постулируется в результате анализа экспериментальных данных о тождественных системах частиц. Первая формулировка, ограниченная электронами (которые являются фермионами), известна как принцип исключения Паули. Взаимосвязь между полуцелым/целым спином и типом частиц фермион/бозон демонстрируется в очень общей гипотезе в рамках релятивистской квантовой теории поля под названием спин-статистической теоремы.
Однако среднее число заполнения для двух типов статистики получается из формулы (44) путем прямого расчета:

##### Статистика Ферми — Дирака (фермионы)
{\displaystyle \left(45\right)\,}{\displaystyle \left\langle n_{i}\right\rangle ={\frac {1}{e^{(\epsilon _{i}-\mu )/kT}+1}}\,.}

##### Статистика Бозе — Эйнштейна (бозоны)
{\displaystyle \left(46\right)\,}{\displaystyle \left\langle n_{i}\right\rangle ={\frac {1}{e^{(\epsilon _{i}-\mu )/kT}-1}}\,.}

#### Зависимость от макроскопических параметров
Среднее количество заполненных состояний зависит от двух макроскопических параметров системы: температуры {\displaystyle T\,} и химического потенциала {\displaystyle \mu \,.} Тем не менее, они не являются независимыми, а связаны с тем, что
{\displaystyle \left(47\right)\,}{\displaystyle \sum _{j}\left\langle n_{j}\right\rangle =N\,.}

##### Классический предел
Для обоих типов статистики, если экспонента из знаменателя становится очень большой по отношению к единице, последней можно пренебречь, что приводит к
{\displaystyle \left(48\right)\,}{\displaystyle \left\langle n_{i}\right\rangle =e^{-\left(\epsilon _{i}-\mu \right)/kT}=const\cdot e^{-\epsilon _{i}/kT}\,,}
то есть распределению Максвелла — Больцмана из классической статистической механики. Для этого необходимо, чтобы {\displaystyle \epsilon _{i}>\mu } и температура была достаточно высокой. В этом случае {\displaystyle \left\langle n_{i}\right\rangle \ll 1\,,} поэтому плотность частиц очень низкая. На основании соотношения (47) можно показать, что эта ситуация облегчается для частиц с большой массой. В этих условиях квантовые характеристики и свойства системы соответствуют данным классической статистически.

##### Квантовое вырождение
В противоположном случае, когда экспонента имеет порядок единицы, два распределения приводят к радикально отличным результатам от классической статистики и между ними: происходят так называемые явления квантового вырождения. Очевидно, это происходит, когда условия в предыдущем разделе меняются местами: при достаточно низких температурах, достаточно высоких плотностях и достаточно низких массах. Точнее: чем выше пороговая температура, тем выше плотность системы и тем меньше масса частицы, при которой происходят явления вырождения.
В случае статистики Ферми — Дирака тот факт, что частица занимает определённое состояние, исключает другие частицы из этого состояния, что эквивалентно силе отталкивания, которая противодействует конденсации системы. В случае металлических электронов, однако, плотность достаточно высока, а масса очень мала, что приводит к вырождению системы вплоть до температуры плавления. Из-за этого многие свойства металлов при обычной температуре не могут быть объяснены классической статистикой.
Статистика Бозе — Эйнштейна, допускающая заполнения состояния очень большим числом частиц, эквивалентна силе притяжения, способствующей конденсации. В случае газа состоящего из атомов гелия, хотя масса мала, пороговая температура очень низкая; необычные свойства гелиевого конденсата при температуре ниже 3 К объясняются явлениями вырождения.